# سيمون هايز
سيمون هايز (بالإنجليزية: Simon Hayes)‏ هو مهندس الصوت ومهندس بريطاني، ولد في القرن العشرين في لندن في المملكة المتحدة.

## وصلات خارجية
- سيمون هايز على موقع IMDb (الإنجليزية)
- سيمون هايز على موقع قاعدة بيانات الفيلم (الإنجليزية)